# Sambhogakaja
Sambhogakaja (skt. sambhogakāya, tyb. longs sku, jap. hōjin) – jedno z trzech ciał buddy - ciało „radości”, manifestujące się dla pożytku bodhisattwów znajdujących się na 10 poziomach (skt. Bhumi) Ścieżki.
8 cech:
1. otoczenie, bodhisattwowie znajdujący się na 10 poziomach (skt. Bhumi) Ścieżki
2. miejsce, „czyste krainy Buddów”
3. forma, postać jaką ma budda Wajroczana
4. znaki, 32 główne i 80 pomniejsze znaki wyglądu formy (ciała)
5. nauczanie, doskonała, wolna od błędów mahajana
6. uczynki, oświecone doskonałe czyny
7. spontaniczność, wszystko spełniająca i bezwysiłkowa
8. nieposiadająca własnej istoty, gdyż podstawą jej jest Dharmakaja